# Elymnias relicina
Elymnias relicina är en fjärilsart som beskrevs av Hans Fruhstorfer 1907. Elymnias relicina ingår i släktet Elymnias och familjen praktfjärilar. Inga underarter finns listade i Catalogue of Life.